# Красный Маяк (Волосовский район)
Красный Маяк — посёлок в Сабском сельском поселении Волосовского района Ленинградской области.

## История
АЛЕКСЕЕВСКИЙ ХУТОР — деревня владельческая при реке Пеледе,  число дворов — 4, число жителей: 9 м. п., 13 ж. п. (1862 год)

Согласно карте из «Исторического атласа Санкт-Петербургской Губернии» 1863 года на месте современного посёлка находился «Полумызок».
Согласно данным переписи населения СССР 1926 года на хуторе Алексеевский Извозского сельсовета Редкинской волости Кингисеппского уезда проживали 32 человека, русские и эстонцы.

Посёлок совхоза «Красный Маяк» на карте 1940 года

Согласно топографической карте РККА 1940 года посёлок совхоза «Красный Маяк» назывался Алексеевский.
С 1950 года деревня Красный Маяк также находилась в составе Извозского сельсовета Волосовского района.
С 1954 года в составе Волновского сельсовета.
С 1963 года в составе Кингисеппского района.
С 1965 года вновь в составе Волосовского района. В 1965 году население деревни Красный Маяк составляло 321 человек.
По данным 1966 года в состав Волновского сельсовета Волосовского района входил посёлок Красный Маяк.
По данным 1973 и 1990 годов посёлок Красный Маяк входил в состав Хотнежского сельсовета Волосовского района.
В 1997 году в посёлке Красный Маяк проживали 64 человека, посёлок относился к Сабской волости Волосовского района, в 2002 году — 66 человек (русские — 91 %), в 2007 году — 35, в 2010 году — 37 человек.

## География
Посёлок расположен в юго-западной части района на автодороге 41К-048 (Извоз — Лемовжа).
Расстояние до административного центра поселения — 22 км.
Расстояние до ближайшей железнодорожной станции Молосковицы — 32 км.
Посёлок находится на реке Пеледа.

## Демография
| 1862 | 1997 | 2002 | 2007 | 2010 | 2014 | 2017 |
| ---- | ---- | ---- | ---- | ---- | ---- | ---- |
| 22   | ↗64  | ↗66  | ↘35  | ↗37  | ↗42  | →42  |

### Национальный состав
Согласно данным Всероссийской переписи населения 2021 года в посёлке проживали 55 человек, из них:
 русские — 52, азербайджанцы — 2, татары — 1 человек.

## Улицы
Парковая.